# Xestia stigmatula
Xestia stigmatula là một loài bướm đêm trong họ Noctuidae.